# Далматински Италијани
Далматински Италијани (итал. Dalmati Italiani, хрв. Dalmatinski Talijani) су италијанска национална мањина која живи у региону Далмације, сада делу Хрватске и Црне Горе.
Историјски гледано, становници Далмације који говоре италијански језик чинили су 12,5% становништва 1865. године, затим 5,8% у 1880. години, а у 1910. години их је било свега 2,8%. Присутан је био стални тренд смањења њиховог присуства, а узроци су различити.
Пре 1859. године италијански је био језик администрације, образовања, штампе и аустријске морнарице. Људи који су желели да стекну виши друштвени положај и одвоје се од словенског сељаштва постајали су „Италијани“. У годинама после 1866. године Италијани су изгубили своје привилегије у Аустроугарској, њихова асимилација Словена је окончана, а они су се нашли под све већим притиском других народа. После 1890. године италијанизовани Словени су се деиталијанизовани. Све осим једне од 82 градске заједнице добиле су словенску већину у влади до 1910. године. Аустријски владари су искористили расни антагонизам и финансирали словенске школе и промовисали хрватски као званични језик. Многи Италијани су изабрали добровољно изгнанство.
Након капитулације Италије у Другом светском рату и до 1960. године број далматинских Италијана се смањио као резултат истрско-далматинског егзодуса. Данас се око 500–2000 људи у Далмацији (0,05%–0,2%) идентификује као Италијани.
Кроз историју, далматински Италијани су имали огроман и значајан утицај на Далмацију, посебно са аспекта културе и архитектуре.
Далматинске Италијане тренутно у Хрватској и Црној Гори представља Италијанска национална заједница (италијански: Comunità Nazionale Italiana, скраћено CNI). Италијано-хрватски споразум о мањинама признаје Италијанску унију (Unione Italiana) као политичку странку која званично представља CNI у Хрватској.
Италијанска унија представља 30.000 етничких Италијана са простора бивше Југославије, који већином живе у Истри и Ријеци. Пратећи позитиван тренд примећен током последње деценије (односно, након распада Југославије), број далматинских Италијана у Хрватској који подржавају Италијанску унију порастао је на око хиљаду. Примарни оперативни центри се налазе у Сплиту, Задру и Котору.

## Историја

### Римска Далмација и средњи век
Римска Далмација је доживела потпуну лстинизацију до 476. године нове ере, када је Западно римско царство нестало. У раном средњем веку, територија византијске провинције Далмације простирала се, гледано према северу, све до реке Саве и била је део преторијанске префектуре Илирик. Средином 6. и почетком 7. века је дошло до словенска миграција, која је проузроковала да романско становништво, потомци Римљана и Илира (који су говорили далматински језик), пређе да живи на обалу и острва. У залеђу, полунасељеном варварским најездама, населила су се словенска племена. Далматински градови су задржали своју романску културу и језик. То су, између осталих, Задар, Сплит и Дубровник. Њихов сопствени вулгарни латински језик развио се у далматски, сада изумрли романски језик. Ови приморски градови (политички су били саставни део Византијског царства ) одржавали су политичке, културне и економске везе са Италијом, преко Јадранског мора. Комуникација са копном је била отежана због Динарских Алпа. Због оштре орографије Далмације, чак се и комуникација између различитих далматинских градова одвијала углавном преко мора. Ово је помогло далматинским градовима да развију јединствену романску културу, упркос утицају словенских народа.
У 997. години нове ере, млетачки дужд Пјетро Орсеоло II је, након вишеструких жалби далматинских градова-држава, командовао млетачком флотом која је напала неретљанске пирате. На Вазнесење Господње 998. године, Пјетро Орсеоло је преузео титулу Dux Dalmatianorum (војвода Далматинаца), повезујући је са својим сином Ђованијем Орсеолом . Ово је био почетак млетачког утицаја у Далмацији. Међутим, стварна политичка власт над провинцијом често је мењала руке између Венеције и других регионалних сила, најпре Византијског царства, Краљевине Хрватске и Краљевине Угарске. Млечани су могли себи да приуште релативно великодушне услове јер њихови главни циљеви нису били контрола над територијом коју је контролисала Угарска, већ економско сузбијање свих потенцијалних трговачких конкурената на источном Јадрану. Овај циљ је довео до нужности присилне економске стагнације за далматинске градове-државе, док је феудални систем Угарске обећавао већу политичку и трговинску аутономију.
У далматинским градовима-државама готово увек су постојале две супротстављене политичке фракције, спремне да се супротставе свакој мери коју је заговарао њихов антагониста. Чини се да је порекло ове поделе у региону чисто економске природе. Пољопривредници и трговци који су трговали у унутрашњости природно су фаворизовали Угарску, свог најмоћнијег суседа на копну; док је поморска заједница гледала на Венецију као на "господарицу" Јадрана.  У замену за заштиту, градови су често слали контингент војсци или морнарици свог суверена, а понекад се плаћао данак у новцу или у натури. Грађани су се држали својих општинских привилегија, које су потврђене након освајања Далмације од стране Коломана Угарског 1102–1105. Уз краљевски пристанак могли су да бирају свог врховног магистрата, бискупа и судије. Римско право је остало на снази. Чак им је било дозвољено да склапају одвојене савезе. Ниједан странац, чак ни Мађар, није могао да оствари право да живи у граду у којем је био непожељан; а човек који није волео мађарску власт имао је право да емигрира са читавим домаћинством и имовином. Уместо данка, приход од царине су у неким случајевима подједнако делили краљ, главни магистрат, бискуп и општина. Ова права које је доделила Венеција, међутим, пречесто су кршена. Угарски гарнизони су били смештени у градовима који нису били вољни да тако поступају, док се Венеција мешала у трговину и именовање бискупа. Сходно томе, Далматинци су остали лојални само док је то одговарало њиховим интересима, а често су се дешавали устанци. Задар није био изузетак, и забележена су четири устанка између 1180. и 1345. године, иако је Задар бип третиран са посебним поштовањем од стране његових млетачких господара, који су сматрали његово поседовање неопходним за поморску превласт.
Сумњива оданост Далматинаца тежила је продужетку борбе између Венеције и Угарске, која је додатно компликовала унутрашњи неспоразум углавном због ширења богомилске јереси и многи спољни утицаји, као што су нејасна врховна власт коју су источни цареви још увек уживали током 12. века, помоћ коју су Венецији пружиле војске Четвртог крсташког рата 1202. године и татарска инвазија на Далмацију четрдесет година касније.

### Млетачка република (1420–1796)
Током двадесетогодишњег угарског грађанског рата између краља Жигмунда и напуљске куће Анжујских, Ладислав Напуљски је 1409. године продао свој посед Млетачкој републици за оскудних 100.000 дуката. Централизованија трговачка република успешно је преузела контролу над градовима закључно са 1420. годином (са изузетком Дубровачке Републике ), који су остали под млетачком влашћу пуних 377 година (1420–1797). Најјужније подручје Далмације (данас део приморске Црне Горе, део око Боке Которске) у то време је носило назив Млетачка Албанија.
Током ових векова одвијао се процес постепене асимилације међу домородачким становништвом. Романски Далматинци из градова били су најосетљивији због сличне културе и били су потпуно асимиловани. Венецијански језик, који је већ био Lingua Franca јадранског подручја, усвојили су Далматинци из градских подручја (говорници далматинског) као свој народни језик.Процес је био потпомогнут константним миграцијама између јадранских градова и обухватао је чак и независни Дубровник и луку Ријека.
Словенско становништво (углавном Хрвати) је само делимично асимиловано, због језичке несличности и зато што су Словени углавном били смештени у залеђу и на острвима. Међутим, далматински језик је већ остварио утицај на далматински дијалект хрватског језика, чакавски дијалект, док је млетачки дијалект утицао на албански.  Почев од 15. века, италијански језик је заменио латински као језик културе у млетачкој Далмацији и у Дубровачкој републици. С друге стране, све више Словена (католика и православаца) је потискивано у млетачку Далмацију, како би се избегао налет Османлија. Тиме је повећано словенско присуство у градовима.

### Наполеоново доба (1797–1815)
Године 1797, током Наполеонових ратова, Млетачка република је распуштена. Територија је укључена у Наполеоново Краљевство Италије од 1805. до 1809. године (неколико година је била укључена и Дубровачка Република, од 1808. године), а сукцесивно и у Илирске провинције од 1809. године.
Од средњег века па до 19. века, италијанске и словенске заједнице у Далмацији су мирно живеле једна поред друге јер нису познавале осећај националног идентитета, с обзиром на то да су били генерички дефинисани као „Далматинци“, „романске“ или „словенске“ културе.
Италијански говорно становништво је углавном живело у урбаним подручјима. Након коначног пораза Наполеона, цела територија је додељена Аустријском царству од стране Бечког конгреса 1815. године. Ово је означило почетак 100 година (1815–1918) аустријске владавине у Далмацији.

### Аустријско царство (1815–1918)
Током периода Аустријског царства, Краљевина Далмација је била засебна административна јединица. Након револуција 1848. и после 1860-их, као резултат романтичног национализма, појавиле су се две фракције - Аутономистичка странка, чији су политички циљеви варирали од аутономије унутар Аустроугарске империје до политичке уније са Италијом .
Хрватска фракција (касније названа Унионистичка фракција или „Пунтари“), предвођена Народном странком и, у мањој мери, Странком права, залагала се за уједињење Далмације са Краљевином Хрватске и Славоније, која је била под мађарском управом. Политички савези у Далмацији су се мењали током времена. На почетку, унионисти и аутономаши су били удружени против централизма Беча. После неког времена, када је национално питање дошло у први план, они су се разишли.
Многи далматински Италијани су са симпатијама гледали на покрет зауједињење Италије. Међутим, након 1866. године, када су регионе Венето и Фурланију уступили Аустријанци новоформираној Краљевини Италији, Далмација је остала саставни део Аустроугарског царства, заједно са другим италијанским говорним подручјима на источном Јадрану.
Ово је покренуло постепени успон италијанског иредентизма међу многим Италијанима у Далмацији, који су захтевали уједињење Аустријског приморја, Ријеке и Далмације са Италијом. Италијани у Далмацији су подржавали италијански план уједињења: као последица тога, Аустријанци су Италијане видели као непријатеље и фаворизовали словенске заједнице Далмације.  Током састанка Министарског савета 12. новембра 1866. године, цар Франц Јозеф I од Аустрије је представио велики пројекат усмерен на германизацију или славизацију подручја царства које је имало италијанскп присуство.
Године 1867, Царство је реорганизовано као Аустро-Угарско царство . Ријека и Краљевина Хрватске и Славоније су додељене угарском делу Царства, док су Далмација и Истра остале у аустријском делу. Унионистичка фракција је победила на изборима у Далмацији 1870. године, али је интервенција аустријске владе спречила њихово спајање са Хрватском и Славонијом.
Аустријски век је био време опадања за далматинске Италијане, због деиталијанизације раније италијанизованих Словена, емиграције, асимилације и политичког притиска других нација у успону. Неки људи који говоре италијански су пасивно хрватизовали.
Аустријски век је био време опадања за далматинске Италијане. Почев од 1840-их, значајан број припадника италијанске мањине је пасивно хрватизован или је емигрирао као последица неповољне економске ситуације.
Према аустријским пописима, далматински Италијани су чинили 12,5% становништва 1865. године, али је тај број смањен на 2,7% 1910. године. У Далмацији је дошло до константног смањења броја италијанског становништва, у контексту репресије која је такође попримила насилне конотације. Током овог периода, Аустријанци су спроводили агресивну антииталијанску политику кроз процес присиле славизације простора Далмације.
Италијанско становништво у Далмацији било је концентрисано у језграма већих приморских градова. У Сплиту је 1890. године било 1,969 далматинских Италијана (12,5% становништва), у Задру 7,423 (64,6%), у Шибенику 1,018 (14,5%), у Котору 623 (18,7%) и у Дубровнику 331 (4,6%).  У другим далматинским местима, према аустријским пописима, далматински Италијани су доживели драстичан пад бројности: двадесет година (1890-1910), на Рабу је број смањен са 225 на 151, на Вису са 352 на 92, на Пагу са 787 на 23, потпуно нестајући у готово свим местима у унутрашњости.
Године 1909. италијански језик је изгубио статус званичног језика Далмације у корист хрватског (раније су оба језика била равноправно призната): стога се италијански више није могао користити у јавној и административној сфери.

### Период између два рата (1918–1941)
Након завршетка Првог светског рата и распада Аустроугарске монархије, велика већина Далмације постала је део новоформиране државне заједнице, Краљевине Срба, Хрвата и Словенаца (касније преименоване у Краљевину Југославију).
Италија је ушла у рат на страни Антанте 1915. године, након тајног Лондонског пакта, којим је Италији додељен велики део Далмације. Пакт је поништен Версајским споразумом због противљења америчког председника Вудроа Вилсона и јужнословенских делегација. Међутим, 1920. године Краљевина Италија је, након Рапалског споразума, успела да добије већи део аустријског приморја, део Унутрашње Крајске, поједина погранична подручја Корушке, град Задар заједно са острвом и Ластово. Велики број Италијана (наводно скоро 20.000) се преселио из подручја Далмације додељених Југославији и населио се у Италији.
У новембру 1918. године, након предаје Аустроугарске, Италија је војно окупирала Трентино Алто-Адиђе, Јулијску Крајину, Истру, Кварнерски залив и Далмацију, све некадашње аустроугарске територије. На далматинској обали, Италија је основала први гувернорат Далмација, чији је привремени циљ био да територију усмери ка пуној интеграцији у Краљевину Италију, постепено уводећи национално законодавство уместо претходног. Административни центар је био Задар . Далматинска губернија је евакуисана након италијанско-југословенских споразума који су резултирали Рапалским уговором (1920). После рата, Рапалским споразумом између Краљевине Срба, Хрвата и Словенаца и Краљевине Италије (12. новембра 1920), Италија је анектирала Задар у Далмацији и нека мања острва (као и скоро целу Истру заједно са Трстом, не укључујући острво Крк, и део општине Кастав, која је припала Краљевини Срба, Хрвата и Словенаца). Римским уговором од 27. јануара 1924. године, Слободна Држава Ријека је подељена између Италије и Југославије.
Односи са Краљевином Југославијом били су озбиљно нарушени и стално су остајали затегнути, због спора око Далмације и због дуготрајног спора око града-луке Ријеке, која је према Рапалском уговору морала да постане слободна држава према Друштву народа, али је припојена Италији 16. марта према Римском уговору .
Фашизам је дошао на власт у Италији 1922. године. Фашистичка политика је укључивала спровођење снажне националистичке политике. Права мањина су била знатно смањена. То је укључивало затварање образовних установа на словенским језицима, присилну италијанизацију имена грађана и брутални прогон неистомишљеника.
Задар је већина Хрвата напустила због ове репресивне политике фашистичке владе. Исто се догодило и са италијанском мањином у Југославији. Иако, ствар није била сасвим реципрочна: италијанска мањина у Југославији имала је одређени степен заштите, према Рапалском уговору (као што су италијанско држављанство и основно образовање).
Све је то повећало степен неслагања и тензија између две етничке групе. Док је у 19. веку постојао сукоб само међу припадницима виших класа, сада је постојала све већа међусобна мржња у различитом степену међу читавим становништвом.

### Други светски рат и послератни период
Краљевину Југославију је напала Немачка 1941. године, а делови Далмације су припојени Италији као Губернаторство Далмација са Задром као главним градом. Локално становништво је било подвргнуто насилној италијанизацији од стране фашистичке владе. Италијанске власти су основале неколико концентрационих логора за смештај ових „државних непријатеља“, укључујући и концентрационе логоре Кампор и Раб. Италијанске власти нису биле у стању да одрже потпуну контролу над залеђем и унутрашњошћу острва, па су ти региони делимично били под контролом југословенских партизана након 1943. године.
Након италијанске капитулације 1943. године, немачка војска је преузела окупацију након кратког периода контроле од стране партизана. Током овог периода, велики део становништва приобалних градова се добровољно придружио партизанима (посебно се истакло становништво Сплита, где је трећина укупног становништва напустила град), док су многи италијански гарнизони дезертирали да би се борили против партизанских јединица, а други су били приморани да предају своје оружје и опрему. Како су совјетске трупе напредовале на Балкану 1944. године, у Задру је дошло до евакуације мањих размера, док су партизани маршала Јосипа Броза Тита истовремено кренули са намером да ослободе преостали део Далмације коју су окупирале силе Осовине. Сплит је од тада био привремена престоница Хрватске коју су ослободили савезници.
Град Задар је између 1943. и 1944. године претрпео 54 ваздушна напада од стране савезника и тешко је оштећен, са великим бројем цивилних жртава. Многи цивили су већ побегли у Италију када су партизани контролисали град.
После Другог светског рата Италија је уступила сва преостала италијанска подручја у Далмацији новој држави -Социјалистичкој Федеративној Републици Југославији . Након тога је уследила даља емиграција, позната као истарско-далматински егзодус, скоро свих преосталих Италијана у Далмацији. Италијанске школе у Задру су затворене 1953. године, због спора између Италије и Југославије око Трста.

## Присуство у Далмацији данас
Далматински Италијани су били присустни у Далмацији када је процес политичког уједињења Италијана, Хрвата и Срба започет на почетку 19. века.
Заједнице Италијана се данас налазе у следећим приморским градовима:
- у Хрватској: Задар, Сплит, Трогир и Шибеник ;
- у Црној Гори: Котор, Пераст и Будва .

### Образовање и италијански језик
Године 2010, требало је да се отвори вртић за малу италијанску заједницу у Задру, који је промовисан од стране локалног италијанског удружења, али су хрватске власти одбиле да га отворе јер би број деце која би ишла у тај бртић био премали. Заиста, питање је било административне природе јер је администрација тврдила да се италијанско етничко порекло мора доказати поседовањем италијанског пасоша. Због ограничења наметнутих двоструком држављанству италијанске мањине у Југославији након 1945. године, овај захтев је могао да испуни само ограничен број деце. Ова административна потешкоћа је решена 2012. године, а отварање вртића се догодило 2013. године.